# Cesare Colangeli
Cesare Colangeli es un ingeniero aeronáutico italiano autor de varios libros sobre física, el cual desarrolló la Teoría Neutrínica y una teoría unificada del universo físico en la década de los años 1940 a 1956.

## Teoría
Según Colangeli, el universo está compuesto por tres cargas elementales, a las que llamaba Electrino, Positrino y Neutrino, siendo esta última la suma del Electrino y del Positrino. Basándose en esta observación, pudo desarrollar teorías de la formación de la materia, origen de la memoria física, así como la teorización de pseudocargas tales como el Magnetrino.